# Вагенер, Горден
Горден Вагенер (нем. Gorden Wagener; 3 сентября 1968 года, Эссен, Западная Германия) — автомобильный дизайнер, глава конструкторского отдела торговой марки Mercedes-Benz, член совета директоров немецкого автомобилестроительного концерна Daimler AG.

## Биография
Горден Вагенер родился 3 сентября 1968 года в городе Эссен, Западная Германия. Изучал промышленный дизайн в Университете Эссена (с 1990 по 1993 года), после чего специализировался на дизайне транспорта в Королевском колледже искусств в Лондоне. После колледжа Горден работал в качестве дизайнера экстерьера в таких компаниях, как Volkswagen, Mazda и General Motors.
В 1997 году Вагенер присоединился к Mercedes-Benz в качестве дизайнера транспортных средств. В 1999 году он стал руководителем по внешнему и внутреннему дизайну моделей R-, M- и GL-классов, а уже в 2002 начал работу над A-, B-, C-, E-, CLK- и CLS-классами. В 2006 году Горден Вагенер перешёл в студию Advanced Design, которая располагается США, после чего через год стал директором по стратегии дизайна в Global Advanced Design. В 2008 он был назначен вице-президентом по дизайну концерна Daimler AG, где он разработал фирменный стиль под названием «чувственная чистота» в 2009 году. В это же время Вагенер был удостоен почётного звания профессора со степенью Honoris causa от Университета искусств и дизайна Мохоли-Надь в Будапеште. Через год, в 2010 году, он был удостоен почётной докторской степени в Техническом университете Софии.
В 2011 году к 125-летию марки был представлен концептуальный автомобиль Mercedes-Benz F125!, дизайнером которого выступал Горден. В 2015 году широкой публике был представлен концепт-кар Mercedes-Benz F015, который являлся демонстрацией технологий автономного вождения будущего, и к дизайну которого также приложил руку Вагенер.
В 2016 году Горден Вагенер был назначен шеф-дизайнером концерна Daimler AG и стал членом совета директоров компании. В начале 2017 года им была выпущена книга о дизайне под названием «Sensual Purity: Gorden Wagener on Design».

## Работы
Горден Вагенер отвечает за дизайн самых разнообразных моделей марки Mercedes-Benz, в число которых входят Concept IAA, Generation EQ, Mercedes-Benz W205 (С-класс), A-класс, Mercedes-Benz W221/W222/C217 (S-класс), Mercedes-AMG GT, GLE купе (C292), GLC (X253), Mercedes-Maybach Vision 6, Mercedes-AMG GT Concept, Mercedes-Benz F015, модели Smart и многочисленные коммерческие автомобили концерна Daimler AG.